# 郑州地铁14号线
郑州地铁14号线是郑州地铁的一条运营中的线路。14号线一期工程为郑州市民公共文化服务区地下配套交通工程的一部分，全长 7.455 km，设车站6座，起点站为须水站，终点站为莲湖站，包含3座换乘站。
14号线主色调为紫色。铁炉站、奥体中心站设置了部分电子导向，投影导向。车站的自助售票机为内嵌式，提升了车站空间利用率。

## 线路走向

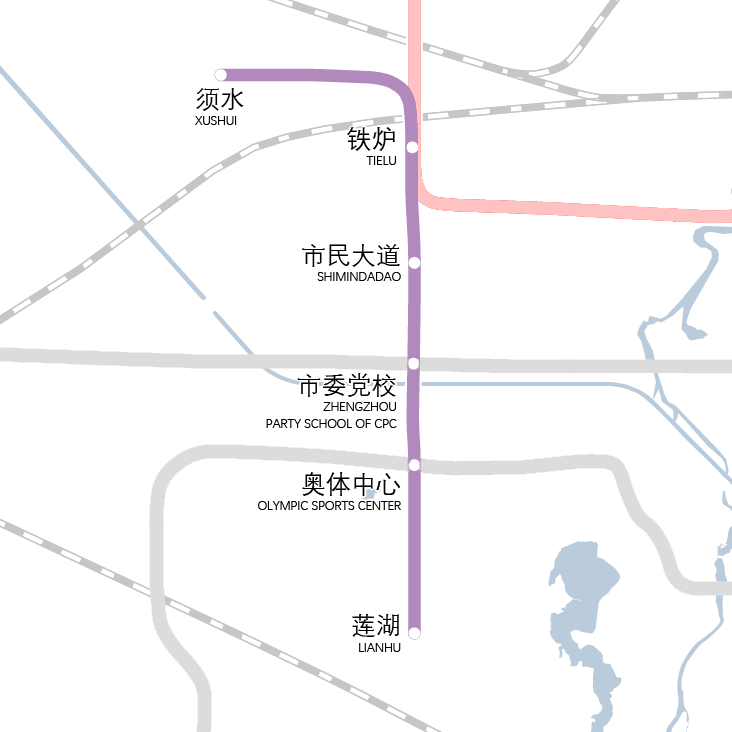
14号线一期线路图

14号线一期线路西起于位于郑州市中原区天王寺村以东的须水站，向西连接铁炉西车辆段，向东至长椿路后沿长椿路地下向南至莲湖站止，全长7.455公里，与1号线于铁炉站换乘。

## 车站
14号线一期工程设车站6座，车辆段1座，初期开通运营铁炉站、市委党校站和奥体中心站3座车站。各站点如下:
| 郑州地铁14号线 |      |          |      |      |            |          |                |              |
| 分期           | 编号 | 站名     | 里程 | 站距 | 所在行政区 | 换乘     | 启用日期       | 站台设计     |
| 一期           | 1431 | 须水     |      |      | 中原区     |          | 未启用         | 地下岛式站台 |
| 一期           | 1432 | 铁炉     |      |      | 中原区     | █ 1号线  | 2019年9月19日  | 地下岛式站台 |
| 一期           | 1433 | 市民大道 |      |      | 中原区     |          | 2024年11月19日 | 地下岛式站台 |
| 一期           | 1434 | 市委党校 |      |      | 中原区     | █ 10号线 | 2019年9月19日  | 地下岛式站台 |
| 一期           | 1435 | 奥体中心 |      |      | 中原区     | █ 6号线  | 2019年9月19日  | 地下岛式站台 |
| 一期           | 1436 | 莲湖     |      |      | 中原区     |          | 2023年5月12日  | 地下岛式站台 |

## 历史
14号线一期工程自2017年1月开工，并于2019年9月19日开通运营。
2020年，因受春节假期和2019冠狀病毒病疫情影响，14号线客流大幅减少，于2020年1月28日起暂停运营，直至2020年11月4日起恢复。
2021年7月20日，受特大暴雨影响，郑州地铁多处车站遭水浸，当天傍晚全线网停运。大多数线路于当年9月中旬陆续恢复载客运营，唯有14号线未恢复。直至一年多以后的2022年8月29日，14号线方恢复运营。
2023年5月12日，莲湖站开通运营。
2024年11月19日，市民大道站开通运营。

## 未来发展
14号线二期工程计划由莲湖站向东延伸至中牟县，沿途经过郑州市区南部区域，为远期规划线路。